# 357106 Pacholka
357106 Pacholka è un asteroide della fascia principale. Scoperto nel 2001, presenta un'orbita caratterizzata da un semiasse maggiore pari a 2,766936 UA e da un'eccentricità di 0,066451, inclinata di 10,085484° rispetto all'eclittica.